# Sühne-Christi-Kirche

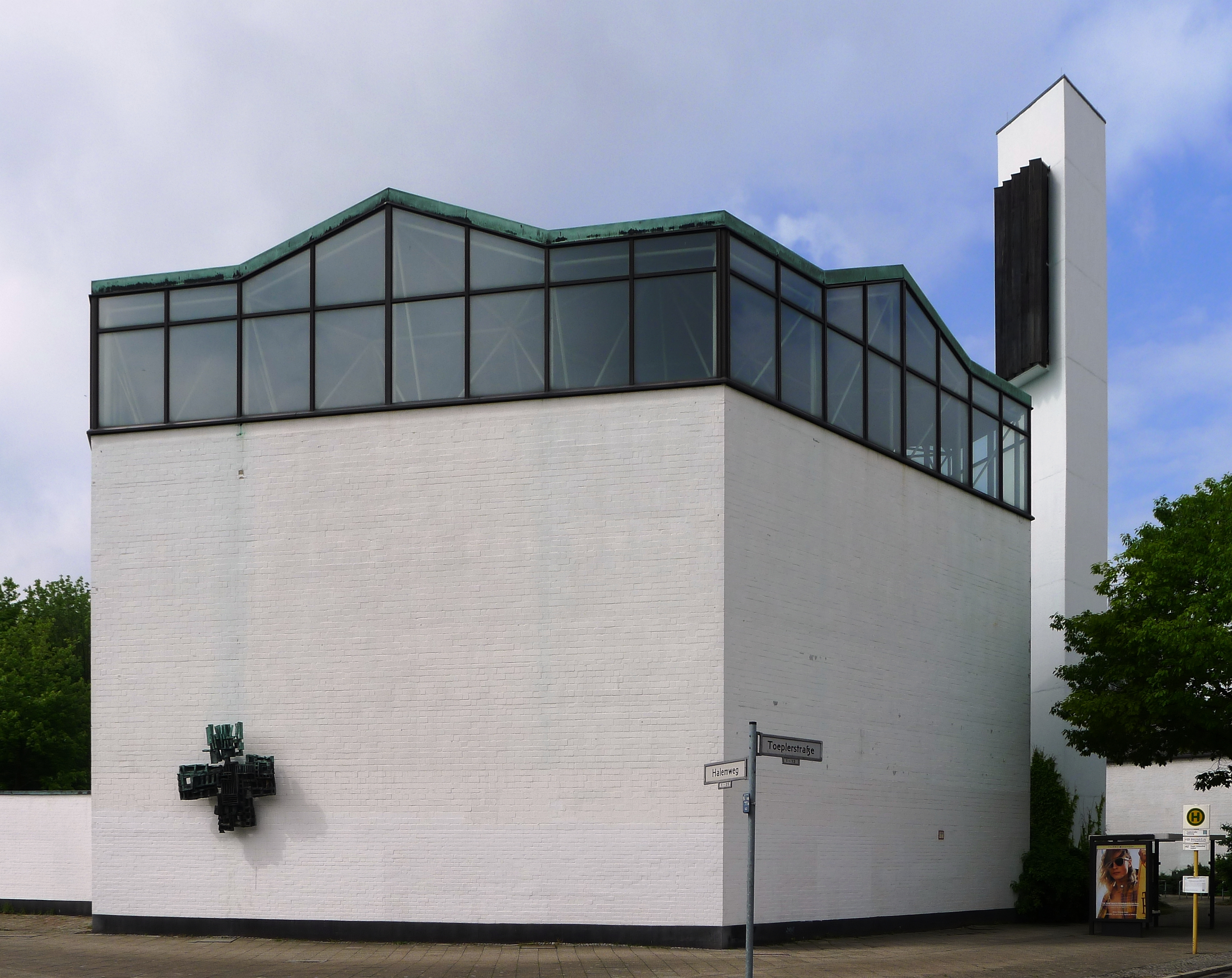
Sühne-Christi-Kirche

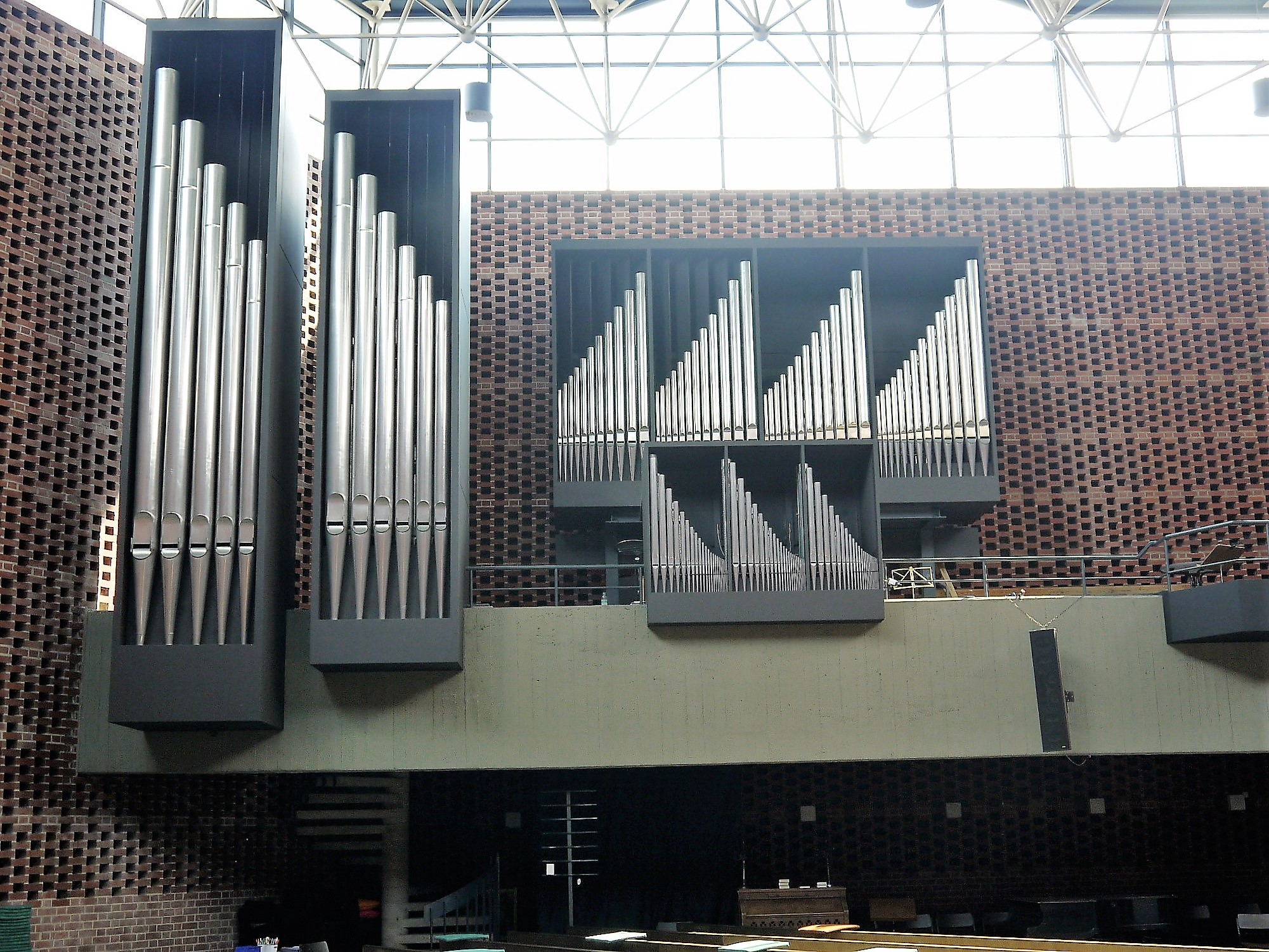
Schuke-Orgel

Die evangelische Sühne-Christi-Kirche im Berliner Ortsteil Charlottenburg-Nord des Bezirks Charlottenburg-Wilmersdorf steht auf dem Eckgrundstück Halemweg 25 / Toeplerstraße neben einem bereits 1958–1959 von Werner Harting errichteten Gemeindehaus. Sie wurde 1962–1964 nach einem Entwurf des Berliner Architekten Hansrudolf Plarre mit frei stehendem Glockenturm gebaut und steht unter Denkmalschutz.

## Geschichte
Infolge der Bautätigkeit nach dem Zweiten Weltkrieg im Bereich nördlich des Bahnhofs Jungfernheide entstand eine Kirchengemeinde, die von der Gemeinde der Gustav-Adolf-Kirche abhängig war. Sie erhielt zunächst für die Gottesdienste ein zweigeschossiges Gemeindehaus, das später umgebaut wurde. Am 1. März 1962 wurde die Gemeinde als Kirchengemeinde Charlottenburg-Nord selbstständig. Der Auftrag zum Bau der Kirche wurde nach einem Architektenwettbewerb erteilt. Die Grundsteinlegung der Kirche war am 16. Dezember 1962, eingeweiht wurde sie am 11. Oktober 1964. Sie erhielt ihren Namen mit Bezug auf die Gedenkstätte Plötzensee, die im Bezirk der Gemeinde liegt.

## Baubeschreibung
Die Kirche hat einen sechseckigen Grundriss mit dreieckigen Anbauten für Eingang und Sakristei.
Die Außenwände des Mauerwerksbaus sind weiß geschlämmt. An der nordöstlichen Außenwand zum Halemweg wurde die zwei Meter hohe Plastik eines stilisierten Triumphkreuzes aus Bronze von Adrian von der Ende angebracht. Die Wände im Inneren der Kirche zeigen rote Lochziegel.
Das Zeltdach hat die Form eines Dodekaeders, sein Tragwerk aus Stahlrohr wurde sichtbar gelassen. Unterhalb der Dachtraufe liegt ein umlaufendes Fensterband.
Die Orgel ist entsprechend dem Wiesbadener Programm im Bereich des Altarraums aufgestellt. Die 1967 von der Berliner Orgelbauwerkstatt Schuke gebaute Orgel mit 38 Registern steht auf der Empore an der dem Eingang gegenüberliegenden Wand.
Altar, Kanzel, Taufbecken und das einfache Kreuz mit Dornenkrone an der Wand über dem Altar sind aus weißem Stein gestaltet.
An einer Gedenkmauer, die im Vorraum zur Kirche beginnt und sich auf dem Vorplatz zwischen Kirche und Gemeindehaus fortsetzt, sind die von Florian Breuer gestalteten Betonblöcke angebracht, deren Inschriften ein Synonym für unermessliches Leid der Menschheit sind:
- Golgatha im Vorraum
- Plötzensee
- Auschwitz
- Hiroshima
- Mauern

Davor liegt eine Platte mit der Inschrift: Horch, das Blut deines Bruders schreit zu dir.

## Geläut
Auf dem Vorplatz steht der dreieckige Campanile. In seiner Glockenstube hängt ein Geläut aus vier Bronzeglocken, das 1964 von der Gießerei Petit & Gebr. Edelbrock hergestellt wurde.
| Schlagton | Gewicht (kg) | Durchmesser (cm) | Höhe (cm) | Inschrift                                                       |
| --------- | ------------ | ---------------- | --------- | --------------------------------------------------------------- |
| f′        | 1045         | 118              | 98        | UNSER TÄGLICHES BROT GIB UNS HEUTE UND ERLÖSE UNS VON DEM ÜBEL. |
| as′       | 0570         | 098              | 79        | DEIN WILLE GESCHEHE.                                            |
| b′        | 0380         | 086              | 69        | DEIN REICH KOMME.                                               |
| des″      | 0231         | 071              | 59        | UNSER VATER, GEHEILIGT WERDE DEIN NAME.                         |